# 여천선
여천선(麗川線)은 전라남도 여수시의 덕양역에서 적량역을 연결하는 한국철도공사의 철도 노선으로, 전라선의 지선이다. 여수국가단지(구 여천공단)의 공장 인입선 기능을 수행하며, 한때 여객취급도 했으나 화물 전용 노선으로 전용되었다.

## 노선 정보
- 노선 거리 : 11.6km
- 운영 기관 : 한국철도공사(전 구간)
- 노선 번호 : 30902
- 궤간 : 1435mm(표준궤)
- 통행 방식 : -
- 역 수 : 3
- 복선 구간 : 없음
- 전철화 구간 : 없음
- 보안 장치 : ATS

## 역사
여천선은 호남정유(현 GS칼텍스 여수공장)의 인입선 격으로 1969년에 건설되었다. 이 후, 1977년 제7비료공장(현 남해화학 여수공장)이 준공되면서 적량역에 '7비선'이라는 이름의 전용선이 깔리게 된다. 1980년대에 여객열차 운행이 중단되었으며, 이후 화물전용선으로 그 임무를 다하게 된다. 2010년 9월 전라선 복선 전철화 사업으로 율촌역이 신선으로 이전하면서, 율촌역부터는 단선으로 된 신선으로 여천선과 연결되면서 이설될 덕양역을 거쳐서 여천선으로 연결되었다. 2011년 4월에는 해당 사업이 완료되어 덕양역이 이전하여, 노선의 길이가 10.2km에서 11.6km로 늘어났다.

## 연혁
- 1968년 4월 23일 : 여천선 덕양~적량 간 착공
- 1969년 3월 30일 : 준공
- 1969년 5월 1일 : 덕양~적량간 10.2km 영업 개시
- 1973년 12월 11일 : 여객취급 중단
- 1975년 12월 29일 : 덕양~적량 5.9km 구간 이설[1]
- 1976년 1월 6일 : 여객취급 재개
- 1977년 11월 9일 : 7비선 준공
- 1986년 : 여객취급 중단
- 1989년 3월 29일 : 적량역, 배치간이역으로 격하
- 2011년 4월 5일 : 덕양역 이전에 따라 11.6km로 연장[2]
- 2019년 4월 17일 : 철도 노선번호 변경에 따라 30902로 변경[3]

## 역 목록
여천선의 역 목록은 다음과 같다.
| 역명   | 로마자 역명 | 한자 역명 | 역간거리 (km) | 영업거리 (km) | 접속 노선 | 소재지   | 소재지 | 비고     |
| ------ | ----------- | --------- | ------------- | ------------- | --------- | -------- | ------ | -------- |
| 덕양   | Deogyang    | 德陽      | 0.0           | 0.0           | 전라선    | 전라남도 | 여수시 |          |
| 흥국사 | Heungguksa  | 興國寺    | 6.2           | 6.2           |           | 전라남도 | 여수시 | 화물전용 |
| 적량   | Jeongnyang  | 積良      | 5.4           | 11.6          |           | 전라남도 | 여수시 | 화물전용 |

## 차량
과거 이 구간을 운행한 차량은 다음과 같다.
- 비둘기호 객차